# Hemerodromia oratoria
Hemerodromia oratoria är en tvåvingeart som beskrevs av Fallen 1816. Hemerodromia oratoria ingår i släktet Hemerodromia och familjen dansflugor. Arten är reproducerande i Sverige. Inga underarter finns listade i Catalogue of Life.